# Lampedusa
Lampedusa (szicíliaiul: Lampidusa) Olaszországhoz tartozó kis sziget a Földközi-tengerben, Málta és Tunézia között.
Szicíliától 205, a tunéziai partoktól 113, Máltától 140 kilométernyire fekszik, 10 km hosszú, legnagyobb szélessége 4 km. Egy aprócska sziklaszirt, a Nyulak szigete (olaszul Isola dei Conigli) tartozik még hozzá. Európa legdélibb kapujának tartják és az Afrikából Európába tartó tömeges bevándorlás első állomásának számít.

## Élővilág
A sziget az álcserepesteknősök tojásrakó helyeként ismert.

## Gazdaság
Lampedusa e Linosa település az alig 6000 fős lakossága halászatból, némi mezőgazdaságból, idegenforgalomból él, és repülőtér is van.

## Történelem
A szigeten az olasz hatóságok idegenrendészeti tábort létesítettek 1992-ben, amely azonban túlzsúfolttá vált és sok konfliktus forrása lett. Az Észak-Afrikából érkező bevándorlók rendszerint a sziget kikötőjénél kísérelték meg az Európai Unió elérését kezdetleges csónakjaikkal. 
A 2000-es évektől kezdve a szigetet megközelítő afrikai bevándorlókat szállító, túlzsúfolt embercsempész hajókkal, számtalan – esetenként több száz halálos áldozatot követelő – szerencsétlenség történt. 2013-ban az illegális bevándorlókat már csak a város egykori halpiacán tudták elhelyezni, amely azonban ideiglenes menekülttáborként működhetett. Az önkormányzat szerint a helyzet kritikussá vált. A menekülttábort 2015 őszén átalakították hivatalos regisztrációs központtá. 2018 márciusára azonban olyannyira ellehetetlenültek a táborban kialakult embertelen körülmények, hogy a római belügyminisztérium a lampedusai menekülttábor azonnali kiürítését és bezárását rendelte el.

## Képek

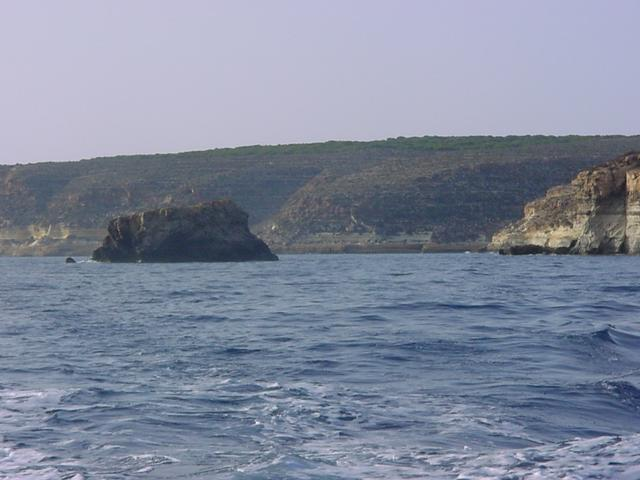
Lampedusa partjai
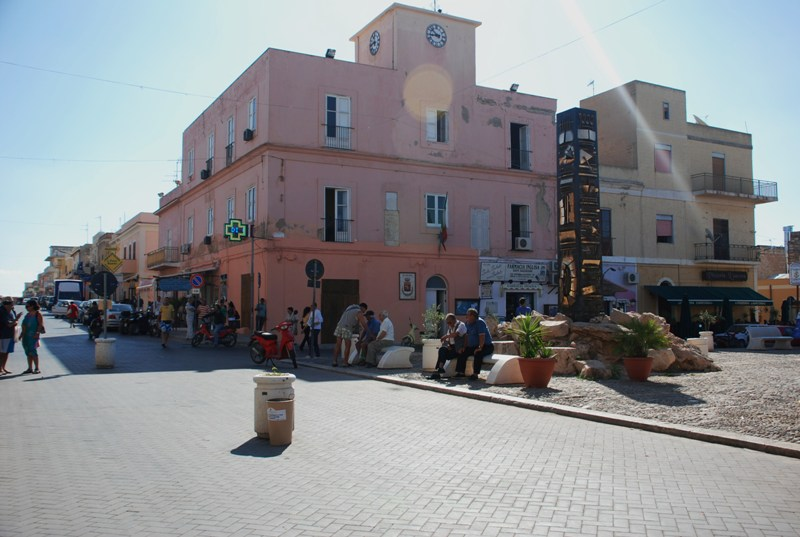
A községháza
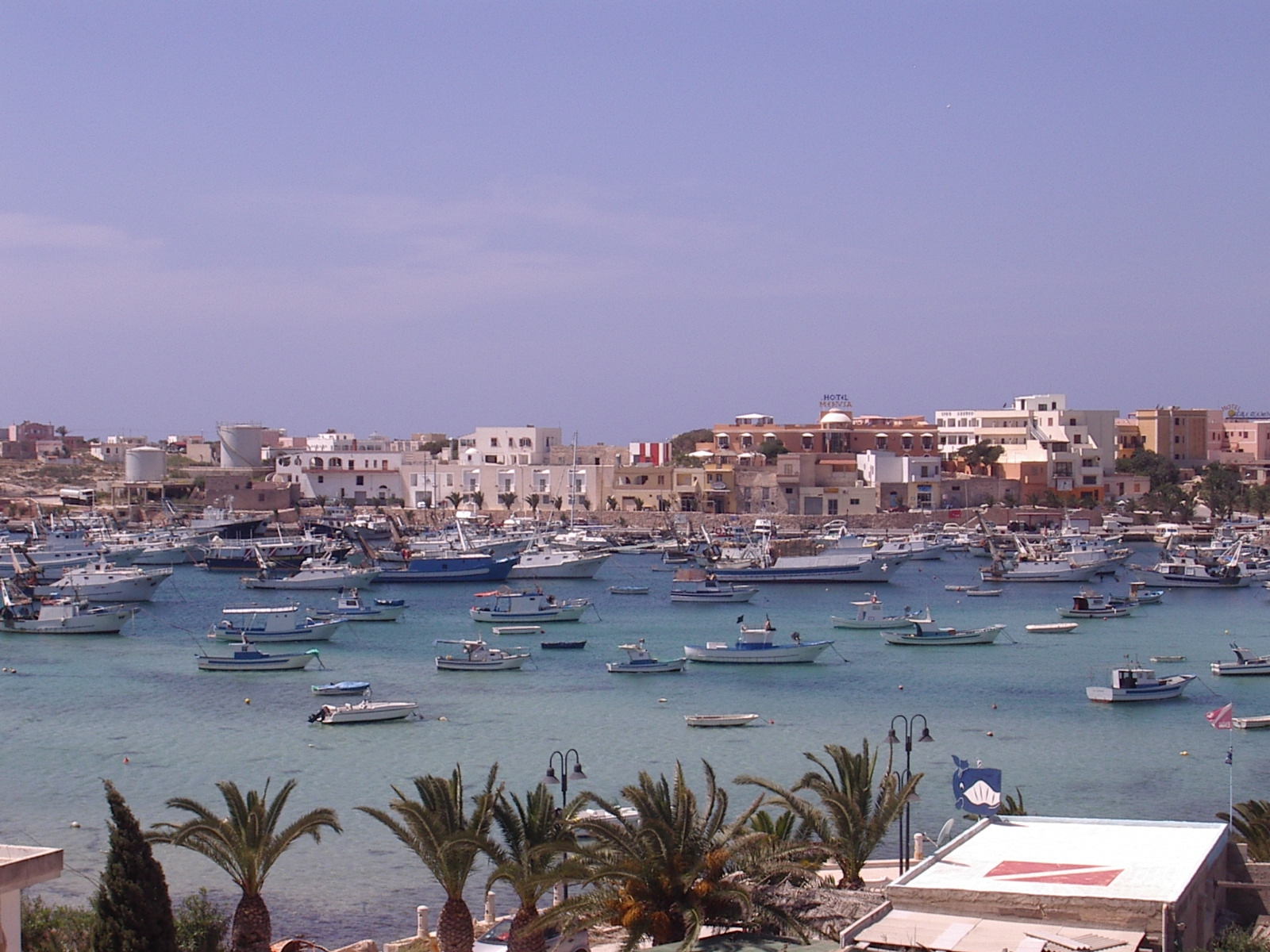
Kikötő
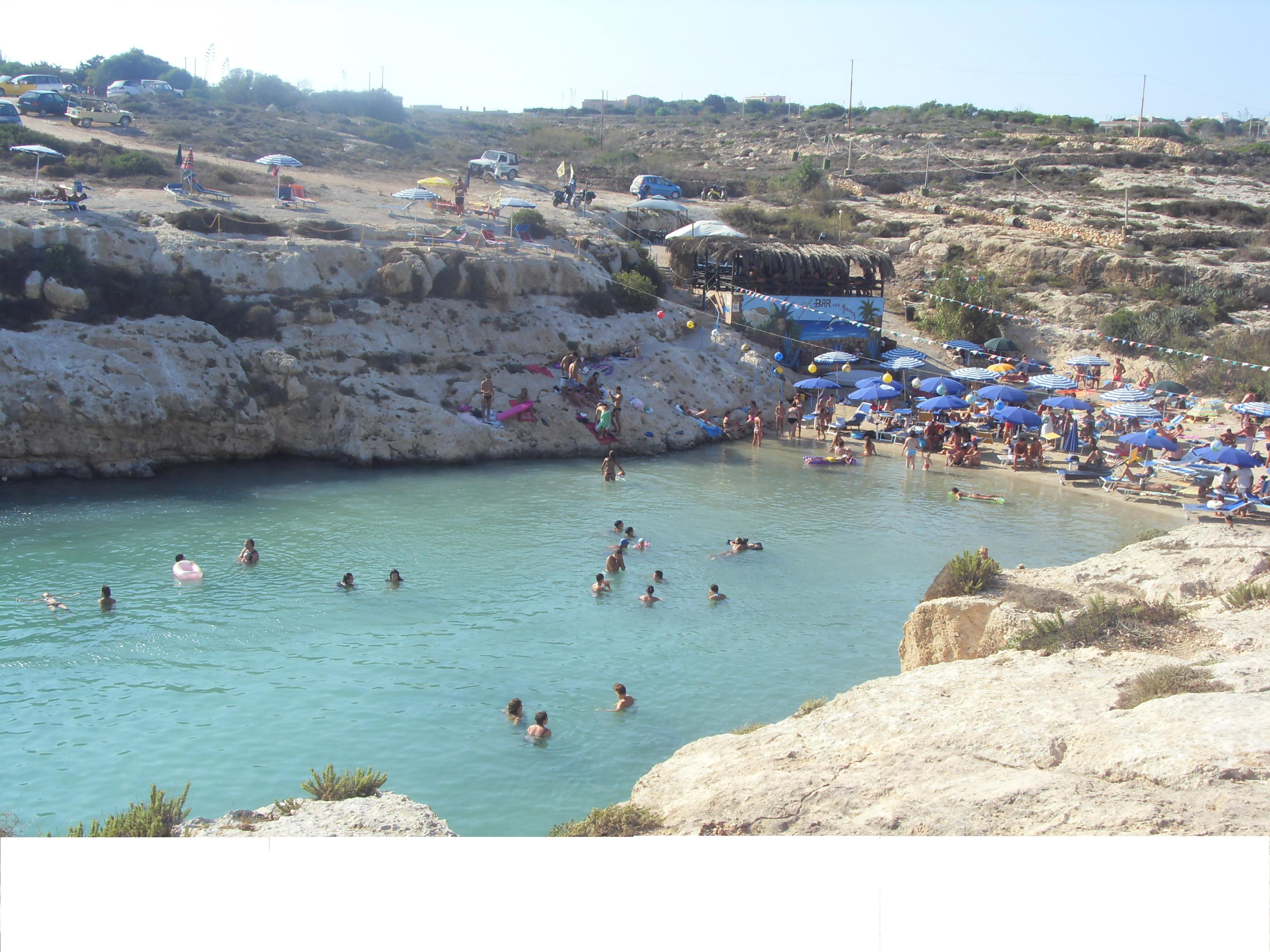
Calamadonna strandja
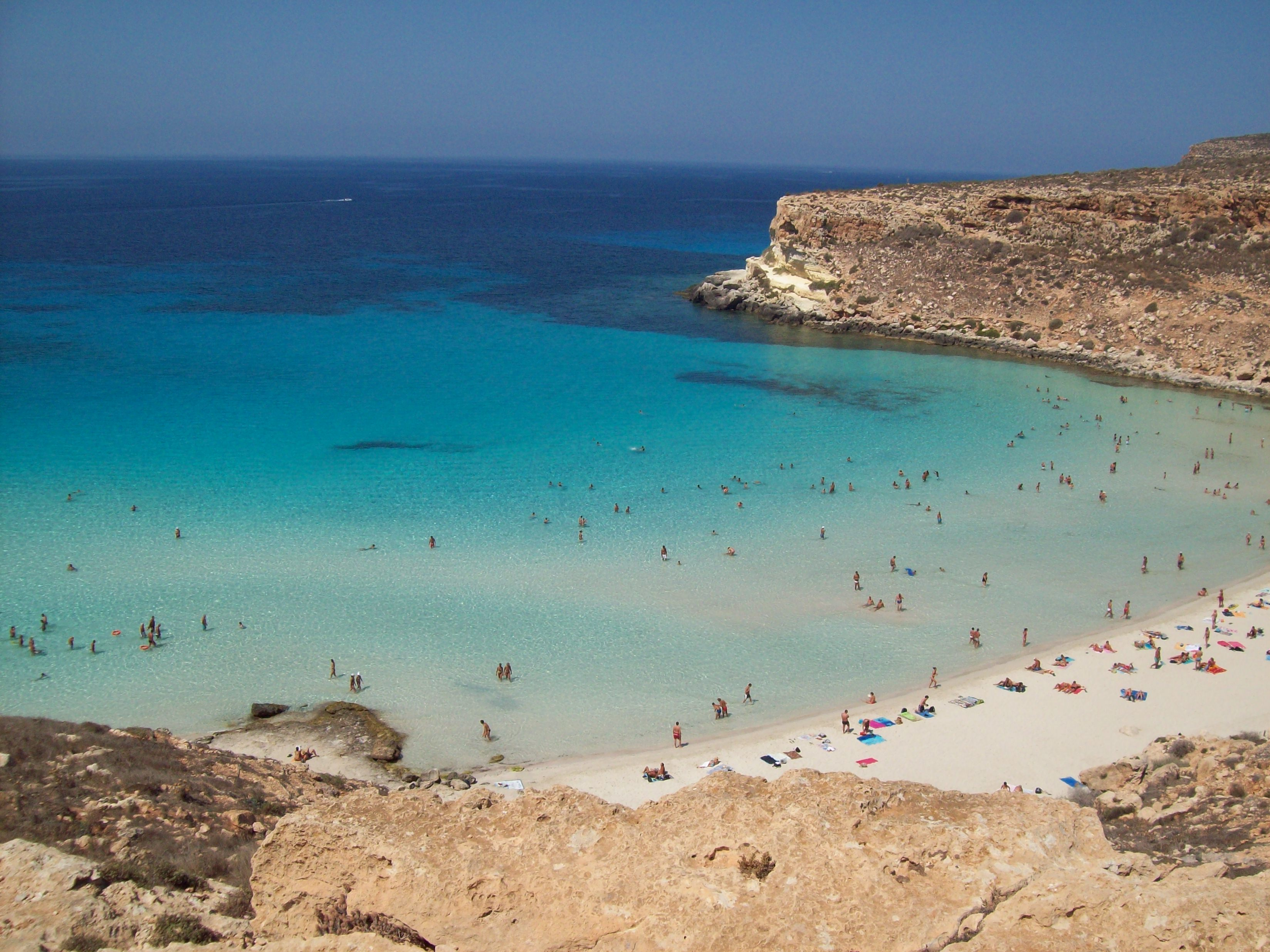
Strand a Nyulak szigeténél
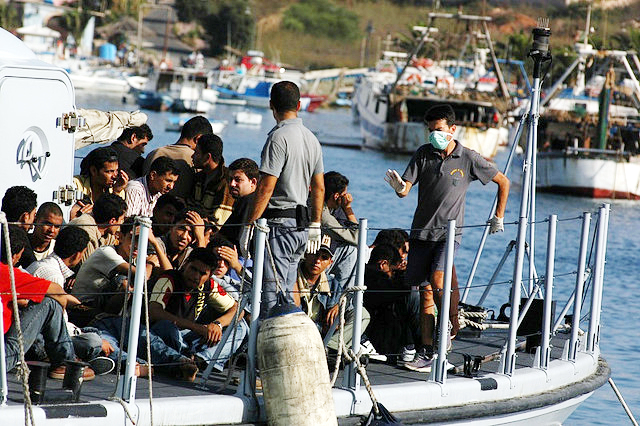
Afrikai bevándorlók érkezése Lampedusa kikötőjébe 2007 augusztusában